# Air Albania
Air Albania ist die nationale Fluggesellschaft von Albanien. Sie operiert seit April 2019. Gründungshelfer und größter Aktionär ist Turkish Airlines, die nationale Gesellschaft der Türkei.

## Geschichte

### Gründung
Die erste nationale Fluggesellschaft Albaniens war Albanian Airlines, die wenig profitabel und unwirtschaftlich im Jahr 2011 den Betrieb einstellen musste.
Im Mai 2017 gab der albanische Ministerpräsident Edi Rama zusammen mit dem türkischen Präsidenten Recep Tayyip Erdoğan bekannt, mithilfe der Turkish Airlines eine Fluggesellschaft gründen zu wollen. Am 8. Mai 2017 veröffentlichten Rama und İlker Aycı, Geschäftsführer von Turkish Airlines, eine gemeinsame Presseerklärung, dass bereits fest an der in Albanien basierenden Fluggesellschaft gearbeitet werde. Gleichzeitig half der türkische Präsident Recep Tayyip Erdoğan auf persönlichen Anlass mit, einen internationalen Flughafen in Vlora zu errichten – in Zusammenarbeit mit der türkischen Regierung. Rama gab am 21. November 2017 den neuen Namen der Fluggesellschaft bekannt.
Air Albania wurde im Mai 2018 von einem Konsortium, das von der albanischen und türkischen Regierung geleitet wird, gegründet. 50,88 % der Gesellschaft gehört albanischen Firmen, davon 10 % der staatlichen Flugaufsichtsbehörde Albcontrol und 41 % der privaten Firma MDN Investment. Turkish Airlines gehören 49,12 % von Air Albania. Die albanische Firma MDN Investment war neun Tage zuvor, am 7. Mai 2018 gegründet worden, wobei Turkish Airlines mit 30 Millionen bei der Gründung des Start-up-Unternehmens geholfen hat.
Kritisiert wurden die unklare Finanzierung und das intransparente Vorgehen Ramas außerhalb der ordentlichen Prozesse. Stef Blok kündigte im Februar 2019 an, dass auch die Europäische Kommission die Vergabe untersuchen werde, da die Regierung möglicherweise das Stabilisierungsabkommen mit der EU verletzt habe. Blok gehört zu den größten Kritikern eines EU-Beitritts Albaniens.
Die Fluggesellschaft wurde am 1. September 2022 vom National Business Center suspendiert, weil sie es versäumt hatte, die endgültigen wirtschaftlichen Eigentümer gemäß albanischem Recht anzugeben.

### Der erste Flug
Im Juli 2018 verleaste Turkish Airlines einen ihrer Airbus A319 der Air Albania. Das Flugzeug wurde umlackiert, trug bis März 2019 aber immer noch die türkische Registrierung TC-JLR. Auch die Kabine wurde neu gestaltet.
Am 14. September 2018 erfolgte der medial groß gefeierte Jungfernflug. Vorerst war von einer täglichen Flugverbindung Tirana–Istanbul–Tirana die Rede. Air Albania operierte als Virtuelle Fluggesellschaft ohne eigenes Flugzeug und ohne eigenen Code. Das einzige Flugzeug der Airline war zudem nicht regelmäßig unterwegs. Im Oktober 2018 flog die Fußballnationalmannschaft für ein Länderspiel mit Air Albania nach Israel. Im Februar 2019 berichteten das Branchen-Portal ch-aviation und überregionale Medien, dass Air Albania verschwunden respektive in der Schwebe sei und das Flugzeug wieder von Turkish Airlines selber genutzt werde. Das Flugzeug TC-JLR war zu diesem Zeitpunkt schon länger abgestellt.
Im Februar 2019 kündigte die Infrastrukturministerin Belinda Balluku an, dass mit Turkish Airlines eine Einigung getroffen werden konnte über die Finanzierung der Airline und dass die Zertifizierung in wenigen Tagen abgeschlossen sein würde. Einen Monat später doppelte sie nach, dass die Vorbereitungsarbeiten und Lizenzierung des Personals gut vorangingen. Auch solle das Flugzeug noch innerhalb der nächsten zwei Wochen übernommen werden, eine albanische Registrierung erhalten und den Betrieb (wieder-)aufnehmen. Am 19. April 2019 fand der „erste offizielle Flug“ der Airline statt.

### Erweiterungen
Am 30. September 2019 folgte das zweite Flugzeug, die Boeing 737-800 (TC-JZG), welche mit einem Inflight-Entertainment-System ausgestattet ist und für Flüge nach Italien eingesetzt werden soll. Im September 2021 kam ein drittes, von Turkish Airlines übernommenes Flugzeug hinzu; ursprünglich war die Flottenerweiterung für Ende 2019 geplant gewesen.
2022 kündigte Air Albania die Übernahme von zwei fabrikneuen Flugzeugen des Typs Airbus A320 an.

## Flugziele
Air Albania fliegt einige Ziele in Europa an wie z. B. Bologna, Verona, Pisa, Mailand, Rom und Bergamo in Italien. Des Weiteren werden auch Athen, Düsseldorf und London und in der Türkei Istanbul, Antalya und Bodrum bedient.

## Flotte
Mit Stand April 2025 besteht die Flotte der Air Albania aus zwei Flugzeugen mit einem Durchschnittsalter von 14,9 Jahren:
| Flugzeugtyp     | Anzahl | bestellt | Anmerkungen   | Sitzplätze (Business/Eco.) | Durchschnittsalter |
| --------------- | ------ | -------- | ------------- | -------------------------- | ------------------ |
| Airbus A320-200 | 2      |          | einer inaktiv | 180 (-/180) 159 (-/159)    | 14,9 Jahre         |
| Gesamt          | 2      | -        |               |                            | 14,9 Jahre         |

### Ehemalige Flugzeugtypen
- Airbus A319-100
- Boeing 737-800